# Héctor Jiménez-Bravo
Héctor Ismael Jiménez-Bravo (Bucaramanga, 14 de enero de 1972) es un cocinero, personalidad de televisión y empresario nacido en Colombia y nacionalizado canadiense y ucraniano, reconocido por su aparición en programas de televisión como MasterChef Ucrania y Ukraine's Got Talent. En 2011 obtuvo el premio The World Master Chef, otorgado por la World Masters Chef Society.

## Biografía

### Primeros años y estudios
Jiménez-Bravo nació y se crio en Bucaramanga, Colombia. En sus propias palabras, su madre fue quien lo animó a iniciar una carrera culinaria, interesándose no sólo en el procedimiento de la cocina sino también en su lado estético. En la escuela secundaria se dedicó a las bellas artes, lo que despertó sus dotes creativas. Más tarde se inscribió en el Programa de Artes Culinarias del Servicio Nacional de Aprendizaje en Bogotá y en 1992 comenzó a trabajar en hoteles cinco estrellas de Colombia como el Charleston Casa Medina y el Metrotel Royal Park.

### Carrera
Entre 1995 y 1999 se desempeñó profesor de Artes Culinarias en el Servicio Nacional de Aprendizaje de la ciudad de Medellín. A los 27 años viajó a los Estados Unidos para vincularse profesionalmente con el hotel Hilton Boston Back Bay. Según Jiménez-Bravo, el trabajo en el país norteamericano fue una influencia positiva en su carrera. Más adelante se le ofreció un contrato de trabajo en el Club de Golf Marshes de Ottawa. Después de pasar un par de años allí, decidió abrir el restaurante Foundation en la capital canadiense.
En 2006 se convirtió en chef del Radisson SAS Royal Hotel de San Petersburgo. Ese mismo año tuvo la tarea de ser el chef de la Cumbre del G8 realizada en dicha ciudad rusa. Un año después regresó a Canadá, donde se hizo cargo de la cocina de los hoteles y centros turísticos Delta en Fredericton. En 2008 viajó a las Maldivas para dirigir las cocinas de los hoteles W Retreat & SPA y Sheraton Maldives Full Moon Resort & SPA. En sus viajes a Singapur y Hong Kong, Héctor estudió la cultura de la cocina china y malaya, formando parte además de las inauguraciones de los hoteles W Hong Kong y St. Regis Singapore.
En 2009 recibió una oferta de la cadena hotelera internacional InterContinental Hotels Group para abrir restaurantes en el hotel de cinco estrellas InterContinental Kiev en Ucrania, donde creó y puso en práctica los conceptos adquiridos en su trayectoria internacional. A partir de entonces se convirtió en una personalidad televisiva en el país europeo, apareciendo en programas como Master Chef Ukraine y Ukraine's Got Talent.
En 2017 publicó el libro The first culinary book, que se convirtió en un superventas con 400 mil unidades vendidas. Un año después publicó su segundo libro, New Year Culinary Book.